# Inocenc Ladislav Červinka
Inocenc Ladislav Červinka, křestní jméno uváděno též Innocenc (1. února 1869 Břest u Kroměříže – 3. října 1952 Brno), byl moravský archeolog konce 19. a první poloviny 20. století, sběratel a organizátor archeologické činnosti na Moravě. Zkušený terénní praktik – pozitivista s velkou znalostí materiálu i terénu, patří též k zakladatelům české numismatiky, zajímal se o vlastivědu a historickou topografii.

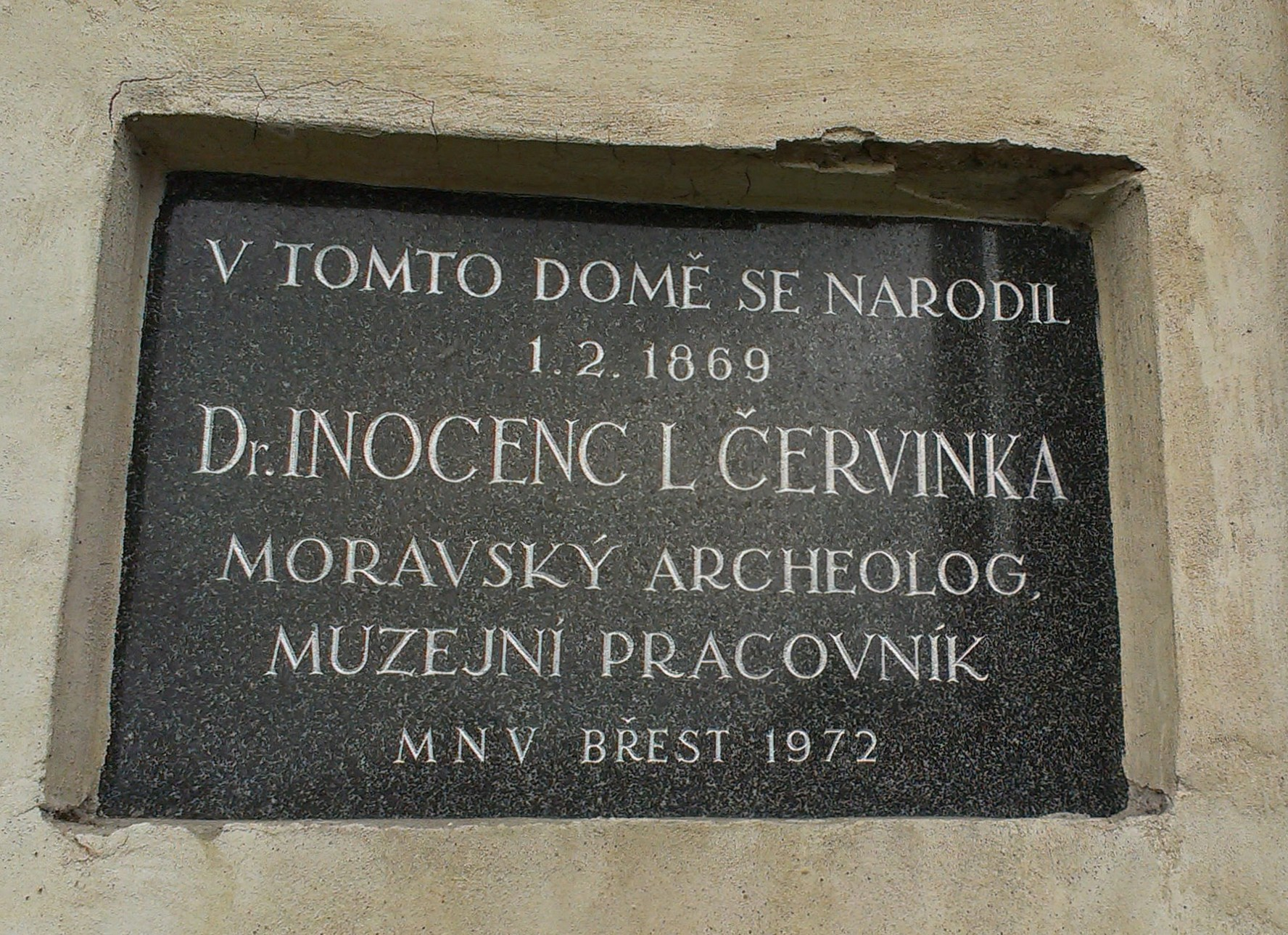
Pamětní deska na rodném domě

## Život
Narodil se v rodině stolařského mistra Tomáše Červinky a jeho manželky Františky, rozené Kozáčkové.
Původně zeměměřič v Uherském Hradišti (1890-1905) a Kojetíně vytvořil od 90. let 19. století jednu z největších soukromých archeologických sbírek na Moravě. Konzervátor státní památkové péče pro velkou část Moravy, zakladatel Moravského archeologického klubu. Od roku 1920 pracoval jako státní konzervátor pro Moravu a Slezsko ve Státním archeologickém ústavu, od roku 1924 v Moravském zemském museu nejprve jako smluvní úředník pro (první odbornou) instalaci pravěku, poté jako správce prehistorických sbírek; pravěké oddělení MZM vedl do roku 1933 a nákupy sbírek (František Adámek, Miroslav Chleborád, Alois Procházka, Jindřich Slovák, Ignác Tabarka, František Vildomec, Ferdinand Všetička, Vilém Gross aj.) vybudoval jeho fondy. V roce 1927 získal na Masarykově univerzitě doktorát filosofie (v oborech dějiny umění, filosofie a prehistorická archeologie), nikoli však pozici vedoucího později zde zřizované katedry archeologie – přednost byla dána mladšímu Emanuelu Šimkovi.
Jeho první sbírku zakoupilo počátkem 20. století. Moravské zemské museum v Brně, další sbírku později Národní museum v Praze.
Zemřel roku 1952. Pohřben byl na Ústředním hřbitově v Brně.

### Rodina
Dne 4. června 1911 se v Kojetíně oženil s Růženou Jančíkovou, s kterou měl syna, pozdějšího architekta Ladislava Červinku (1912–1975) a dceru Olgu (* 1913).

## Odborné vzdělání a zaměstnání
- V roce 1903 začal soukromě vydávat specializovaný časopis Pravěk (od roku 1907 je časopis tiskovým orgánem Moravského archeologického klubu, od roku 1911 i Českého archeologického klubu)
- 1906 založil Moravský archeologický klub.
- 1903 se stal konzervátorem státní památkové péče pro řadu okresů střední a jihovýchodní Moravy.
- 28. dubna 1919 byl jmenován ministerstvem školství a osvěty konzervátorem pro politické okresy holešovský, kroměřížský, prostějovský, přerovský, uherskobrodský, uherskohradišťský a valašskomeziříčský.
- 1919–1937 byl zaměstnancem Státního archeologického ústavu v Praze, jemuž byla dále přidělena agenda experta Státního památkového úřadu pro Moravu a Slezsko.
- 1924–1933 působil (ve vedlejším pracovním poměru) v Moravském zemském muzeu v Brně, nejprve jako smluvní úředník pro (první odbornou) instalaci pravěku, poté jako správce prehistorických sbírek.
- 24. března 1927 získal titul PhDr. (na Filosofické fakultě Masarykovy univerzity)
- 14. prosince 1927 se stal rozhodnutím vlády vrchním komisařem správní osvětové služby.

## Publikace
výběr z monografií
- Pravěká hradiska na Moravě, 1896
- Morava za pravěku, 1902
- O pokolení skrčených koster na Moravě, 1908
- Pravěk zemí českých, 1927
- Slované na Moravě a říše Velkomoravská, 1928
- Hradiště a Velehrady na Moravě, 1948

výběr ze studií a článků
- Kostrový hrob u Slavkova a gallské starožitnosti na Moravě, Časopis vlasteneckého muzejního spolku v Olomouci XIX, 1902, 1-11
- O nejstarších mohylách Moravských, Pravěk V, 1909, 114-143
- Hradiska pravěká, hrady, hrádky a tvrze na Moravě, Časopis vlasteneckého muzejního spolku v Olomouci XXXVI, 1914, 69-102
- Germáni na Moravě. Archeologický přehled o původu deformovaných lebek ve střední Evropě, Anthropologie XIV/1936, Praha 1937, 107-146
- Kultura gallská na Moravě, Časopis moravského zemského musea XIV, 1914, 159-200